# Kiyohara no Iehira
Kiyohara no Iehira est un nom japonais traditionnel ; le nom de famille (ou le nom d'école), Kiyohara, précède donc le prénom (ou le nom d'artiste).
Kiyohara no Iehira (清原家衡, mort le 11 décembre 1087) est un samouraï membre du clan Kiyohara qui dispose d'un pouvoir important dans la région de Tōhoku, de 1063 à 1089 environ, durant l'époque de Heian de l'histoire du Japon. Il est également un acteur clé dans la guerre de Gosannen qui survient à partir de conflits au sein du clan.

## Biographie
Au début des années 1080, un conflit se développe entre Iehira et ses parents Narihira et Masahira qui sont chacun à la tête d'une branche de la famille mais chacun désire être à la tête du honke (lignée principale de la famille). En 1083, ce conflit éclate en violence pure et simple. Minamoto no Yoshiie se rend dans la région dans l'espoir de résoudre le conflit et de rétablir la paix et l'ordre.
Yoshiie s'allie à Iehira et essaie de régler le problème diplomatiquement. Après l'échec de cette tentative, il entre dans la bataille aux côtés d'Iehira et de Fujiwara no Kiyohira, un cousin des Kiyohara, contre Kiyohara no Sanehira. Après la défaite de Sanehira, cependant, Iehira entrevoit la possibilité d'améliorer son pouvoir propre ; Yoshiie et Iehira se retournent l'un contre l'autre. Les combats entre les deux constituent l'action principale de la guerre.
Iehira prend d'abord position dans une forteresse de palissade en bois appelée Numa. Minamoto subit de lourdes pertes lors du siège de ce fortin, principalement en raison du froid et de la neige. Iehira établit plus tard un camp près de la forteresse de Yoshiie à Kanezawa. Avec l'aide de son oncle Kiyohara no Takahira, Iehira lance une série d'attaques contre cette forteresse. Le siège dure environ trois ans, période à l'issue de laquelle les Minamoto sont victorieux. Selon différents récits, Yoshiie voit une volée d'oiseaux sortir de la forêt tandis qu'il est en chemin pour attaquer le camp des Kiyohara ; ce signe lui indique qu'une embuscade a été tendue puisque les hommes de Kiyohara perturbent les oiseaux et Yoshiie est donc en mesure de parer l'attaque.
Les combats à Kanezawa cessent avec la mort d'Iehira et de son oncle.

## Source de la traduction
- (en) Cet article est partiellement ou en totalité issu de l’article de Wikipédia en anglais intitulé « Kiyohara no Iehira » (voir la liste des auteurs).